# Parc naturel de l'Alpe Veglia-Alpe Devero
Le parc naturel de l'Alpe Veglia-Alpe Devero (en italien Parco naturale dell'Alpe Veglia e dell'Alpe Devero) est un parc naturel de la région du Piémont en Italie.

## Histoire
Les  couches géologiques témoignent d'une longue suite de processus géologiques datant des  premières glaciations, démontrés par la persistance de résidus de l’antique glacier originel : les glaciers d’Auron et de l’Alpe Veglia, ainsi que celui de la Rossa sur l’Alpe Devero.
Des minéraux tel que l'Asbecasite, la Cafarsite et la Cervandonite s'y trouvent.

## Fondation du parc
L'ensemble du parc actuel fut établi par la L.R. n. 32 du 14 mars 1995 par l’incorporation en un seul parc régional des deux parcs déjà existants :

### Parco naturale dell'Alpe Veglia
Le parco naturale dell'Alpe Veglia fut le premier parc naturel régional italien, institué en 1978 (L.R. 14/78), localisé sur le versant italien de l’Alpe Veglia, à 1 750 mètres d’altitude. Sa superficie était de 4 120 hectares et englobait les communes de Varzo et de Trasquera, dans la province de Verbania, aux confins de la Suisse (canton du Valais).

### Parco naturale dell'Alpe Devero
Le Parco naturale dell'Alpe Devero fut institué en 1990 (L.R. 49/90) afin d’assurer la protection l’environnement alpin du versant italien des Alpes lépontines.
Le parc se trouve sur le territoire de la commune de Baceno, dans la province du Verbano-Cusio-Ossola, sous la responsabilité de la Comunità Montana Valli Antigorio Divedro Formazza.
Il fut institué comme Zone de protection spéciale (ZPS) sous le code IT1140005, en accord avec le décret 92/43/CEE “Habitat” avec le réseau Natura 2000. La région a également proposé de l’étendre à la région des mélèzes subalpins des alpes Veglia et Devero, sous le code IT1140008.
À la suite de la fusion des deux parcs, l’ensemble du site fut proposé en septembre 1995 au statut de Site d'intérêt communautaire du Piémont. Le parc Alpi Veglia e Devero - Monte Giove, a été classé comme tel en août  2000, sous le code IT1140016, couvrant une superficie de 5.616,66 hectares,.

## Territoire

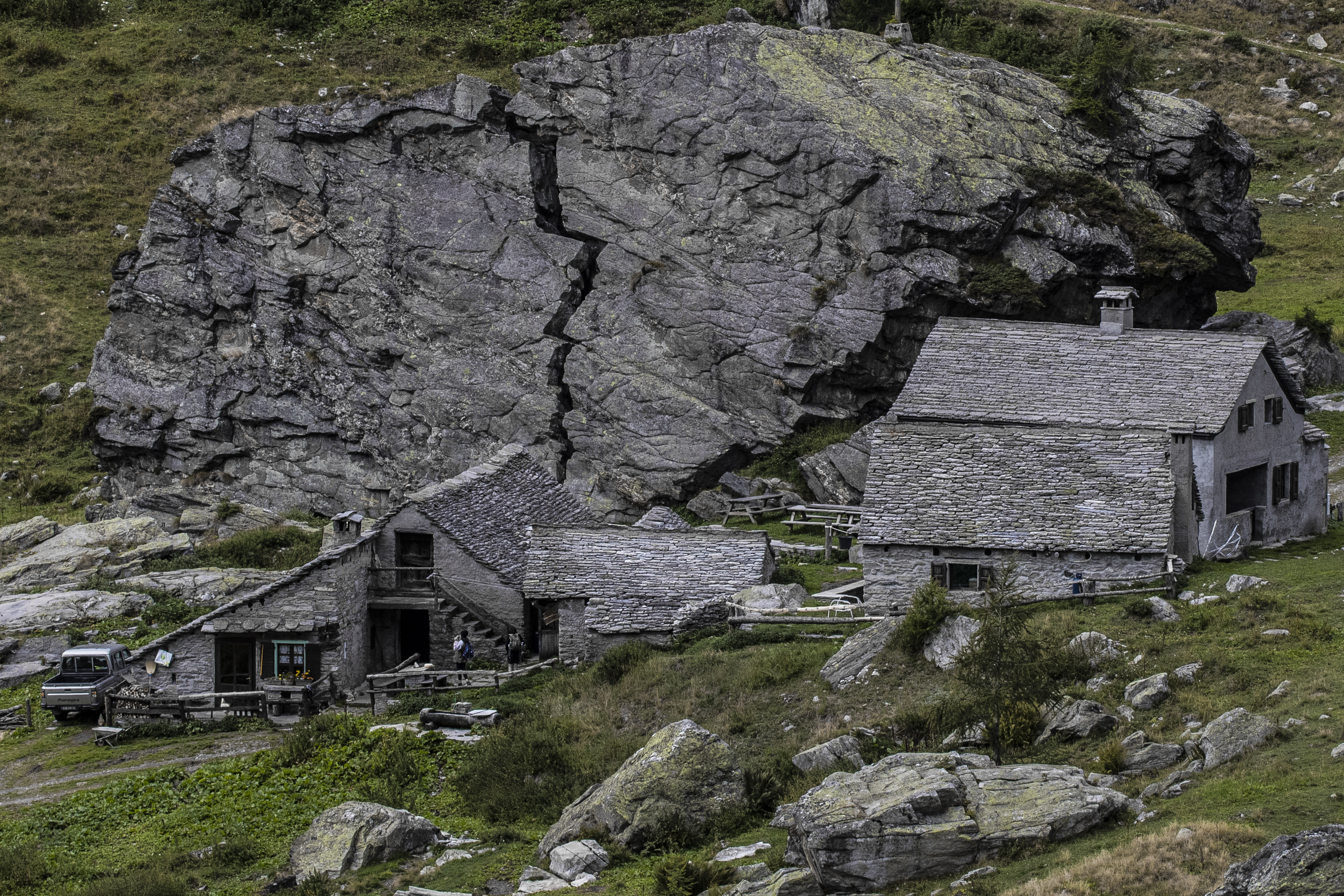
Roccia spezzata dans le parc. Septembre 2018.

La zone comprend deux grandes vallées glaciaires s’étendant de 1600 à 3553 mètres d’altitude.
Au nord, l'Alpe Veglia est entourée par les montagnes Helsenhorn (3 272 m), Hillehorn (3 181 m), Punta del Rebbio (3 192 m), Punta d'Aurona (2 984 m), Punta Terrarossa (3 246 m) et du Monte Leone (3 553 m).
De chacune de ses montagnes, un glacier du même nom descend vers la vallée.
Une source d’eau ferrugineuse surgit d'un des flancs de montagne et on y trouve également le Lago delle Streghe (lac des Sorcières).

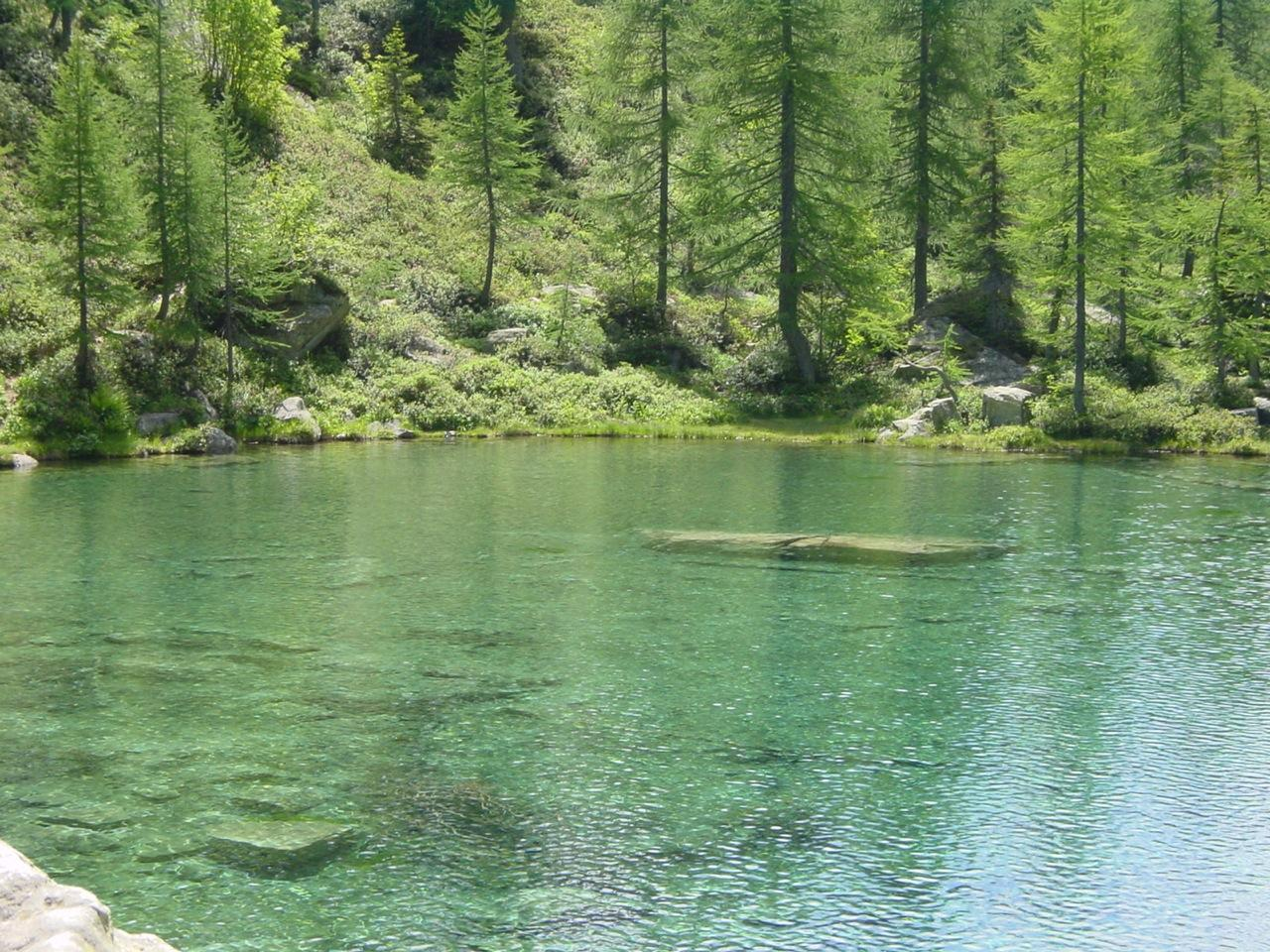
Le Lac des sorcières

L'Alpe Devero, également une vallée glaciaire est entouré au nord par les cimes de Pointe d'Arbola (3 235 m), de l'Albrunhorn (2 840 m), de la Pointe du Valdeserta (2 939 m), de la Punta della Rossa (2 888 m), de la Punta Marani (3 108 m), du Monte Cervandone (3 155 m) et du Pizzo Cornera (3 083 m).
Le parc traverse les communes de Baceno, Crodo, Trasquera et Varzo.

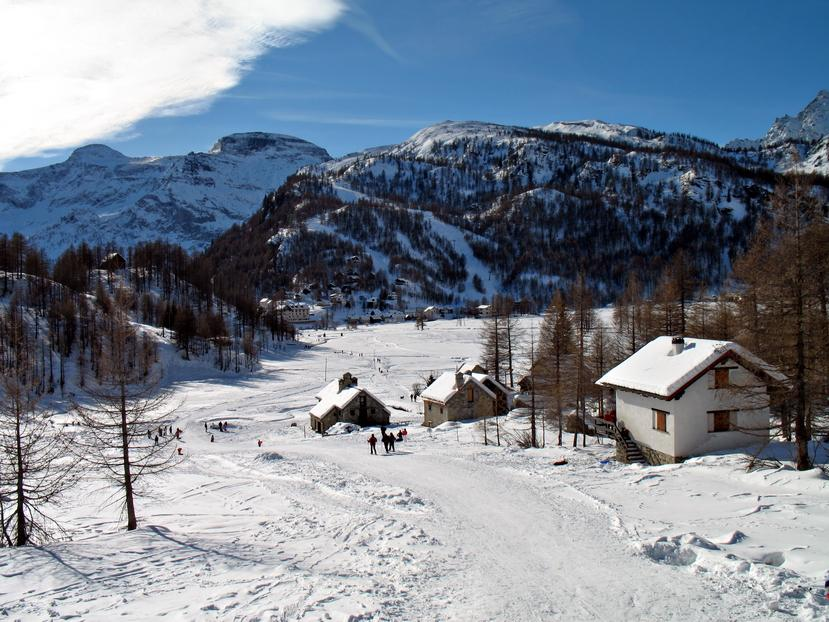
Vue en hiver entre les maisons

## Accès
Les deux vallées disposent chacune d’un accès principal : 
- l'Alpe Veglia est accessible par la commune de Varzo par le Val Cairasca ;
- on rejoint l'Alpe Dévero en montant depuis Baceno par le Val Devero.

## Activités touristiques
Une remontée mécanique mène au Monte Cazzola, offrant la possibilité de pratiquer le ski alpin de haute montagne, selon son degré d’expérience. Des pistes sont également disponibles pour pratiquer le ski de fond et les promenades en raquettes. 
En été, une multitude de randonnées s’offrent aux touristes, comprenant également des escalades et la varappe de divers niveaux de difficultés.

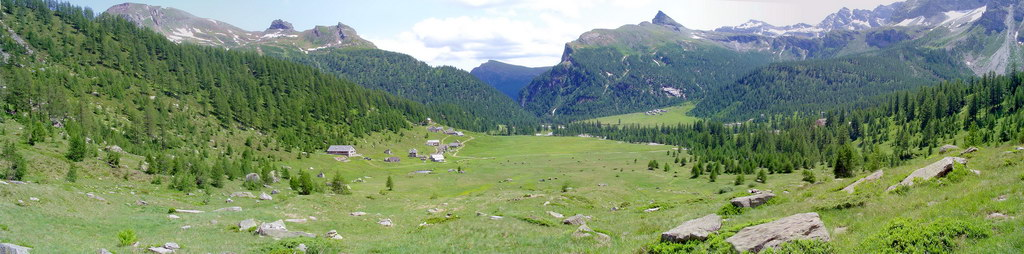
Panoramica dell'Alpe Veglia

## Note
1. 1 2 3 4  "Rivista del Coordinamento Nazionale dei Parchi e delle Riserve Naturali" « Copie archivée » (version du 25 septembre 2015 sur Internet Archive), n. 10, novembre 1993, su www.parks.it.
2. ↑  Bilancio per i 15 anni del Parco naturale dell'Alpe Devero Fonte: alpMedia.
3. ↑  Territorio su www.alpedevero.it.
4. ↑  Fonte: Regione Piemonte – Assessorato Turismo e Parchi.
5. ↑  Fonte: Ministero dell'Ambiente « Copie archivée » (version du 18 mars 2005 sur Internet Archive).
6. ↑   Rete Natura 2000- schede descrittive sintetiche dei Siti di Importanza Comunitaria, Regione Piemonte - settore pianificazione aree protette, 2007 (on-line in formato .pdf)